# Бесси, Альва
Альва Сесил Бесси (англ. Alvah Cecil Bessie; 4 июня 1904, Нью-Йорк — 21 июля 1985, Сан-Рафел) — американский писатель, сценарист и журналист левых взглядов. Участвовал в Гражданской войне в Испании, номинировался на премию «Оскар» за лучший литературный первоисточник, попал в «Голливудскую десятку» антиамериканцев.

## Биография
Альва Бесси родился в состоятельной еврейской семье. Он закончил Колумбийский университет и начал работать журналистом. Альва женился на Мэри Бёрнетт, сестре основателя Leo Burnett Worldwide. Хотя у них родились двое сыновей, они разошлись ещё до того, как Бесси отправился на войну.
Будучи убеждённым антифашистом, он записался в XV интербригаду имени Авраама Линкольна, сражавшуюся на стороне республиканцев в Испании. Зимой 1938 года Альва перебрался через франко-испанскую границу в Каталонию. До августа он практически не принимал непосредственного участия в боевых действиях, пока его бригада не контратаковала у реки Эбро. Бесси быстро понял, что плохо подходит на роль солдата, хотя он был помощником батальонного командира Аарона Лопоффа, ставшего его близким другом. Гибель 24-летнего Лопоффа, старавшегося держать Бесси подальше от самых опасных участков, не оставляла Альву в покое много лет. Бесси удалось перевестись на относительно безопасную должность корреспондента, а вскоре Негрин приказал интернационалистам покинуть страну. По возвращении Альва опубликовал военные мемуары, «Люди в бою».
Разделяя левые взгляды, Бесси вступил в Коммунистическую партию. Во время Второй мировой войны он, ранее писавший кинообзоры для прессы, стал создавать сценарии для голливудских фильмов об этой войне. Сочинив базовый сценарий фильма «Цель — Бирма», в 1946 году Бесси был номинирован на премию «Оскар» за лучший литературный первоисточник. Осенью 1947 года Комиссия по расследованию антиамериканской деятельности (HUAC) допросила его о членстве в Коммунистической партии, на что Альва отказался отвечать. В ноябре был опубликован список 10 отказавшихся отвечать голливудских деятелей, а Бесси отправился в тюрьму на 10 месяцев. После этого он не мог работать в Голливуде, и его карьера рухнула. Безработный Бесси был вынужден браться за такие занятия, как звукорежиссёр в ночном клубе и администратор кинотеатров. Он писал книги, в том числе посвящённые жертвам HUAC.
В 1967 году молодой испанский режиссёр пригласил Бесси впервые после участия в войне посетить Испанию и отредактировать сценарий местного фильма «Снова Испания». По техническим причинам Альва не мог получать зарплату как сценарист, а потому ему пришлось самому сняться в фильме. В 1975 году он описал этот опыт в одноимённой фильму книге, добавив левой пропаганды. В последние годы жизни Бесси его литературные труды стали использоваться в Голливуде. Он умер в 1985 году около Сан-Франциско, в 2001 году его сын Дэн опубликовал семейную биографию «Редкие птицы: Американская семья».

## Фильмография
| Год  |    | Русское название   | Оригинальное название   | Роль                                |
| ---- | -- | ------------------ | ----------------------- | ----------------------------------- |
| 1942 | ф  | Северная погоня    | Northern Pursuit        | сценарист                           |
| 1944 | ф  | Сама мысль о Вас   | The Very Thought of You | сценарист                           |
| 1945 | ф  | Цель — Бирма       | Objective, Burma!       | автор идеи                          |
| 1945 | ф  | Отель Берлин       | Hotel Berlin            | сценарист                           |
| 1948 | ф  | Безжалостный       | Ruthless                | сценарист                           |
| 1948 | ф  | Умная женщина      | Smart Woman             | сценарист                           |
| 1951 | ф  | Пересечение Запада | Passage West            | автор идеи                          |
| 1969 | ф  | Снова Испания      | España otra vez         | актёр (доктор Томпсон), сосценарист |
| 1974 | тф | Секс-символ        | Passage West            | автор идеи                          |
| 1986 | ф  | Тяжёлая поездка    | Hard Traveling          | автор идеи                          |